# Хто був нічим...
«Хто був нічим…» — радянський трисерійний телефільм 1974 року, знятий режисером Тахіром Сабіровим на кіностудії «Таджикфільм».

## Сюжет
За мотивами творів Садріддіна Айні. Перша частина кінодилогії, що завершується фільмом «…той стане всім…» (1975), про встановлення Радянської влади в Таджикистані. 
- Перша серія — «Немає місця на землі»
- Друга серія — «Кожен б'ється поодинці»
- Третя серія — «Кипить наш розум»

## У ролях
- Ходжадурди Нарлієв — Шакір
- Анатолій Барчук — Арсеній Сокіл
- Акмурад Бяшимов — Туйчі
- Гульсара Абдуллаєва — Айша
- Юрій Дедович — Крутояров
- Марат Аріпов — емір Алім-хан
- Руслан Ахметов — Абдулло-бек
- Меред Атаханов — хан Клич (озвучив Олексій Алексєєв)
- Баба Аннанов — Сардар, син хана Клича
- Болот Бейшеналієв — Урман-бек
- Гурміндж Завкібеков — Назар-бай
- Михайло Васильєв — Варлаам
- Гавхар Мірджумаєва — Фатіма, дружина Хабіба, потім дружина Хасана
- Усман Салімов — Хасан, батько Шакіра
- А. Джураєв — Карімі-Канд
- Д. Баронов — Хабіб, чоловік Фатіми
- Костянтин Левашов — Ремізов
- Леонід Карнєєв — Степан Захарович Медеведєв (озвучив Данило Нетребін)
- Махмуджан Вахідов — Махдум (озвучив Армен Джигарханян)
- Хошимжон Алімджанов — Болбаш
- Ігор Дмитрієв — містер Фінч
- Муттабар Ібрагімова — дружина Хасана
- Анвар Кенджаєв — Карім Зардмуй
- Віктор Косенко — Данило Фоміч, підполковник
- Абдусалом Рахімов — вчитель Юсуф
- М. Самандаров — Латіф-бай
- Дурди Сапаров — Атабили
- Анвара Алімова — Мусліма
- Даврон Аліматов — Рахімдот
- Абдурахім Кудусов — Мірзо
- Леонід Мордвинов — капітан Чепурін
- Саврінісо Сабзалієва — Зінаїда Ахмедівна
- Євген Сегеді — офіцер
- Георгій Строков — Муранов
- Джавлон Хамраєв — Набі Сухта
- Михайло Драновський — Геннадій
- Максуд Мансуров — Фархад
- Тахір Таджибаєв — епізод
- Володимир Барботько — епізод
- Петро Главчев — Мюллер
- Махамадалі Мухамадієв — епізод
- Олексій Ковальов — козак
- Олександр Ходжаєв — епізод
- Тетяна Чернова — епізод
- Антоніна Рустамова — епізод

## Знімальна група
- Режисер — Тахір Сабіров
- Сценарист — Ігор Луковський
- Оператор — Олександр Рябов
- Композитор — Зіядулло Шахіді
- Художник — Давид Ільябаєв